# Sokoleč
Sokoleč è un comune della Repubblica Ceca facente parte del distretto di Nymburk, in Boemia Centrale.